# Клавдий
Вижте пояснителната страница за други личности с името Клавдий.
Тиберий Клавдий Цезар Август Германик (на латински: Tiberius Claudius Caesar Augustus Germanicus), също и Клавдий I, е римски император от Юлиево-Клавдиевата династия. Той управлява Римската империя в периода 24 януари 41 до 13 октомври 54 година.
Роден с името Тиберий Клавдий Друз (на латински: Tiberius Claudius Drusus), от 4 до 41 г. се нарича Тиберий Клавдий Нерон Германик (на латински: Tiberius Claudius Nero Germanicus).

## Произход и семейство
Клавдий е роден в Лугдунум (днес Лион), като баща му е Друз, който е син на Ливия и брат на Тиберий (Тиберий и Друз били осиновени от Октавиан Август след сватбата му с Ливия). Майка на Клавдий е Антония Млада, дъщеря на Марк Антоний и Октавия, сестрата на Август. Според някои слухове Друз всъщност е роден син на Август, от което следва, че Клавдий може да е бил внук на императора, но това остават само догадки. През 9 г. пр.н.е., малко след раждането на Клавдий, Друз, бащата на Клавдий, умира в Германия в резултат от усложнения след злополука.
Въпреки знатния си произход в началото Клавдий няма перспективи за кариера в политиката, бил пренебрегван и унижаван от останалите членове на фамилията. Причината са физическите му недостатъци. Светоний пише, че Клавдий куцал и заеквал, при възбуда му треперела главата и имал пяна на устата. Освен това страдал от болки в стомаха. Учените не са единни по въпроса от какво е страдал Клавдий, има няколко възможности: спастична парализа, множествена склероза, полиомиелит или възпаление на мозъчната кора.
Но тези недостатъци не се отразяват на умственото му развитие, факт, който околните не взимат под внимание. Едва Калигула забелязва това и вади Клавдий от забвението. Калигула се нуждае от лоялен сътрудник и Клавдий става през 37 г. сенатор и консул.
Като частно лице Клавдий се занимавал с граматика и история. Автор е на съчинения за Картаген и етруските, вероятно е бил един от последните хора, който владеел техния език.

### Възкачване на Клавдий
Тиранията и убийството на Калигула хвърлят Рим в хаос. Германските телохранители на императора преследват убийците, а в същото време някои членове на Сената правят колебливи опити да вземат властта и да върнат републиката.
Преторианците обаче не застават на тяхна страна, тъй като нямат изгода от такова развитие – те предпочитат да има император, на когото да служат, отколкото да бъдат уволнени, ако принципатът бъде отменен. В двореца на Палатин един от войниците случайно се натъква на Клавдий, който се крие зад завеса. Във всеобщата суматоха това лесно би било краят на Клавдий, но тъй като преторианците отчаяно се нуждаят от законен наследник на трона, историята поема по съвсем друг път. Още на същия ден Клавдий е откаран в казармата на преторианците и е обявен за цезар. Новият император създава опасен прецедент, като награждава преторианците за тяхната лоялност и подкрепа с по 15 000 сестерции на човек.

## Управление
Първите мерки, които новият принцепс предприема, са насочени срещу изпълнителите на покушението срещу Калигула. Клавдий официално заповядва да бъдат екзекутирани Касий Херея и другите убийци на Калигула. Той влиза с охраната си в Сената, където възвестява новото възкачване. Атентатът срещу Калигула кара Клавдий да предприеме мерки, които да му спестят такава участ, а и да го направят популярен сред народа. Процесите, водени заради държавна измяна, са спрени, а актовете унищожени. Запасът от отрова на Калигула е хвърлен в морето. Конфискуваните от предшественика му земи са върнати на притежателите им, най-непопулярните закони са отменени, мнозина, осъдени на заточение, са помилвани.
Въпреки това опити за убийство не липсват и Клавдий реагира бързо и решително, когато смята, че животът му е застрашен. По време на управлението му по тази причина са екзекутирани 35 сенатори и 300 конници. Немалко от тях са жертви на интригите на жените и приближените му, които използват страховете на императора, за да се отърват от враговете си.
През 42 г. дори избухва въстание в Илирия водено от Лиций Скрибониан заради неспирните екзекуции. Потушено е бързо, а някои от видните сенатори, обвинени в съучастие, са екзекутирани.

### Вътрешна политика
Императорът предприема мерки за затвърждаването на системата на принципата, въведена от август. Той игнорира Сената, но за разлика от Калигула избягва да влиза в конфликт с него и макар че му оказва респект, се опитва да ограничи правомощията на сенаторите. За голямо негодувание на патрициите Клавдий се стреми да спечели провинциалния елит, раздавайки римско гражданство много по-често от своите предшественици. Особено благосклонен е към Галия и родния си град Лугдунум.
Клавдий организира масови зрелища и щедри дарения за народа в Рим, подобрява снабдяването на града с жито и разширява пристанището в Остия. Построява акведукта Аква Клавдия. Освен това реставрира и завършва някои обществени сгради като Мавзолея на Август.
По време на управлението си Клавдий се интересува живо от право и финанси, опитва се да централизира и сложи в ред имперската администрация. Понякога дори сам се изявява като съдия. Но много от непредсказуемите му присъди не му носят симпатии, особено сред сенаторите. Въпреки това Клавдий налага всеобщи правни норми за социално слаби, ускорява съдопроизводството.
В административното дело най-важен помощник е Луций Вителий, баща на бъдещия император Вителий. При Клавдий са създадени няколко канцеларии, между които биват разпределени различните функции и задължения. Преките дейности се изпълняват от образовани либертини (освободени роби), като например Нарцис, фактически шеф на кабинета, контролиращ кореспонденцията, или финансиста Палант. Отговорник на юридическото бюро е либертинът Калист. Издигайки освободени роби на висши бюрократични длъжности, Клавдий държи сенатското съсловие встрани от административните дела, с което възпрепятства опитите на благородниците да се намесват в държавната политика. Способни, но често корумпирани служители, либертините започват да играят важна роля в управлението, тайно злоупотребявайки с положението си. Някои от тях, според Плиний Млади, надминават по богатство дори и Крас, най-богатия римлянин по времето на републиката.

### Външна политика
Още в началото на управлението си Клавдий трябва да се занимава с конфликта между юдеи и гърци в Александрия. Императорът не заема страна в спора, но дава да се разбере кой има най-силната позиция – империята. Дарява властта в Юдея на своя приятел от детството Ирод Агрипа I, но след смъртта му отново я връща в границите на империята.
Именно Клавдий, който никога не е бил войник, постига първото териториално разширение на римската държава след Октавиан. Анексирани са обхванатите от безредици Мавретания (41 – 44) и Тракия (45). Присъединени към Рим са провинциите Ликия и Норик.
Най-значителното постижение по времето на Клавдий е завладяването на Британия (43 – 48). Началник на римските войски там е Авъл Плавций с четири легиона. В десанта на Острова са ангажирани 40 хиляди войници. Кампанията е успешна и южната част от Британия става римска провинция. Клавдий по-късно посещава войските лично. В Камулодун (дн. Колчестър) императорът приема капитулацията на местните племенни вождове. Престоят му там продължава 16 дни (50 г.). След завръщането му в Рим, Клавдий е удостоен с триумф от Сената и получава почетното прозвище Британик, от което се отказва в полза на сина си.

## Интриги
Един от проблемите на Клавдий са личният му живот и жените му. Според Светоний това бил един император, който можел да мисли и действа единствено по чуждо внушение. Първата му жена Плавция Ургуланила не само му изневерява, но и е заподозряна в опит за убийство на Клавдий. От нея той има син – Клавдий Друз, който умира преди да е навършил пълнолетие, според слуховете – удушен. С Плавция Ургуланила, Клавдий се развежда през 24 г. поради подозрения в изневяра. Пет месеца след развода, тя ражда дъщеря – Клавдия, която обаче не е призната от Клавдий и съдбата ѝ е неизвестна.
Втората му жена е Елия Петина – сестра по осиновяване на Елий Сеян, главният съветник на император Тиберий, която му ражда дъщеря – Антония. С нея Клавдий се развежда през 38, когато Елий Сеян е арестуван и екзекутиран за заговор за убийството на императора, като ѝ отнема дъщеричката, която по-късно омъжва за правнук на Помпей Велики.

### Аферата Месалина
След това 48-годишният Клавдий се жени за Месалина, която тогава е едва на 18 години.
Месалина му ражда син, Тиберий Клавдий Германик, месец след интронизацията му. По-късно ще бъде наречен Британик. Месалина знае, че като майка на престолонаследника е защитена срещу всякакви атаки отвън и безсрамно използва тази си позиция. За да премахне враговете си, си служи с клевети. Много от видните сенатори по този начин са екзекутирани. Една от първите ѝ жертви е Юлия Ливила, сестра на Калигула.
Разглезената Месалина е известна и с многобройните си изневери. Сред любовниците ѝ са както обикновени актьори, така и сенатори, като например Апий Силан, който е трябвало да се ожени за майката на Месалина (Домиция Лепида – тъщата на Клавдий). Според слуховете Апий отказва да спи с Месалина и за отмъщение тя го оклеветява. Силан е обвинен в опит за убийство срещу Клавдий и екзекутиран.
Аферите ѝ остават без последствия, понеже или ги е прикривала умело или императорът си е затварял очите. През октомври 48 г. обаче тя прекалява. Докато Клавдий е в Остия, тя се жени за един от любовниците си, кандидат-консула Гай Силий. Причините за тези ѝ действия не са изяснени. Възможно е да става въпрос за началото на преврат, защото когато Клавдий научава за станалото, го обзема страх, че вече е свален. Много от хората в Сената и администрацията се колебаят на коя страна да застанат. В тази несигурна ситуация решително действа секретарят на Клавдий, Нарцис.
Откарва Клавдий в казармата на преторианците. Там е откаран и Силий, който малко след това е екзекутиран. На Месалина преторианците не дават шанс да се защити пред Клавдий. Убита е, без да може да се срещне с него. Преторианците се страхуват, че императорът ще я помилва.
Децата на Месалина също нямат късмет. Британик по-късно е убит от Нерон. Нейната дъщеря Октавия се жени за Нерон, но по-късно е заточена и убита.

### Смърт
След аферата Месалина, Клавдий решава никога повече да не се жени. Но скоро е убеден от финансовия си министър Палант да се ожени за Агрипина, сестра на Калигула. За целта Сенатът му дава специално разрешение за сватбата, тъй като Клавдий е чичо на Агрипина.
За всеобщ ужас Агрипина се оказва по-властолюбива и пресметлива отколкото Месалина. Главната ѝ цел е да види като престолонаследник сина си от първия си брак, Луций Домиций Ахенобарб. Убеждава Клавдий да го осинови под фамилното име Нерон. През 51 г. Нерон е обявен за престолонаследник.
Тъй като преторианците предпочитат Британик на престола, Агрипина премахва преторианските главнокомандващи и ги заменя с верен на нея офицер.
Единственият, който сега ѝ пречи, е Клавдий, който е отровен според преданието с гъби. Умира на 13 октомври 54 г.

## Титли
Принцепс на Сената, Велик понтифик (на латински: Pontifex Maximus), трибун (на латински: Tribuniciae potestatis), Баща на отечеството (на латински: Pater patriae) от януари 42 г., петкратен консул (37, 42, 43, 47, 51 години), цензор (от 47 г.).
Пълният му титул гласи:
Tiberius Claudius Caesar Augustus Germanicus, Pontifex Maximus, Tribuniciae potestatis XIV, Consul V, Imperator XXVII, Pater Patriae (Тиберий Клавдий Цезар Август Германик, Велик понтифик, натоварен с властта на трибун 14 пъти, на консул – 5 пъти, на император – 27 пъти, Баща на Отечеството).
След смъртта на Клавдий, Сенатът му гласува посмъртна консекрация (Consecratio – обожествяване, причисляване към римските богове). Клавдий е първият император след август, който е удостоен с тази почит. Наследникът му Нерон отменя обожествяването, но то е възстановено при Флавиевата династия.

## Други
Освен с история, Клавдий се е занимавал и с граматика. Като император той въвежда три нови букви в латинския език. Те са отменени след смъртта му.
Клавдий е един от императорите с най-трайна, но и най-противоречива историческа репутация. Философът Сенека, наставник на Нерон, осмива Клавдий като дебилен престарял идиот. Самият Клавдий твърди, че преди да стане император е преувеличавал недъзите си, за да не бъде смятан за заплаха и да остане жив. Според повечето мнения, Клавдий е много успешен държавник.